# Oxford Collapse
Oxford Collapse è stato un gruppo musicale indie rock di Brooklyn, attivo dal 2002 al 2009.
La band è ispirata tanto dall'approccio musicale dei Minutemen, quanto dal catalogo SST in generale. Gli Oxford Collapse sono composti da Michael Pace (voce e chitarre), Dan Fetherston (batteria) e Adam Rizer (basso e voce)

## Storia
Il primo disco pubblicato fu un EP intitolato col nome del gruppo, stampato in serie limitata per l'etichetta HCR nel 2002.
Poco tempo dopo, firmano un contratto con la Kanine Records, una casa discografica di New York City/Brooklyn, con cui pubblicarono il loro primo LP Some Wilderness, nell'aprile 2004. A questo seguì un remix di una traccia del disco intitolata "Melting The Ice Queen", nel luglio dello stesso anno.
In ottobre, la band pubblicò un vinile 7" EP, intitolato Songs For The Singers Of Panthers, con la Discoloration Records, prima di pubblicare il loro ultimo disco con la Kanine Records, A Good Ground.
Successivamente nell'ottobre 2006, la band pubblicò l'album Remember The Night Parties, con l'etichetta indie Sub Pop.
L'ultimo album BITS è stato pubblicato il 5 agosto 2008.
Recentemente hanno fatto da gruppo spalla per We Are Scientists durante il loro tour in Gran Bretagna.
Nel giugno del 2009 la band ha annunciato il proprio scioglimento dopo otto anni di attività.

## Discografia

### Album
- 2004 Some Wilderness (Kanine Records)
- 2005 A Good Ground (Kanine Records)
- 2006 Remember the Night Parties (Sub Pop)
- 2008 BITS (Sub Pop)

### EP
- 2002 Oxford Collapse EP (HRC)
- 2002 Songs for the Singers of Panthers (7", Discoloration Records)
- 2004 Melting the Ice Queen (Remix) (12", Kanine Records)
- 2008 The Hann-Byrd EP (12", Comedy Minus One)

### Singoli
- 2006 Decking the Classics b/w Packed Churches (7", Version City)
- 2006 Please Visit Your National Parks (7", Sub Pop)